# Église Notre-Dame-de-l'Assomption de La Côte-d'Arbroz
L'église Notre-Dame-de-l'Assomption de La Côte-d'Arbroz est un lieu de culte catholique, situé en Haute-Savoie, sur la commune de La Côte-d'Arbroz.

## Historique
En 1722, La Côte-d'Arbroz est érigée en paroisse détachée de celle des Gets, qui est éloignée. Une première église paroissiale est édifiée en 1742 au chef-lieu, au même endroit qu'une chapelle existante, probablement dès 1196, dédiée à saint Bernard de Menthon et saint François de Sales, et dépendant de l'Abbaye d'Aulps.
Une autre chapelle se dressait à l'alpage des Prises de Combafou qui servait essentiellement l'été.
L'église est en partie démolie le 17 juillet 1793.
L'église actuelle est dédiée à Notre-Dame de l'Assomption, a subi quelques restaurations, puis fut reconstruite en 1882.

## Description
Agrandie et orientée différemment (ouest-est), elle englobe l'ancienne église (nord-sud) qui se trouve à l'emplacement du transept actuel.

## Galerie

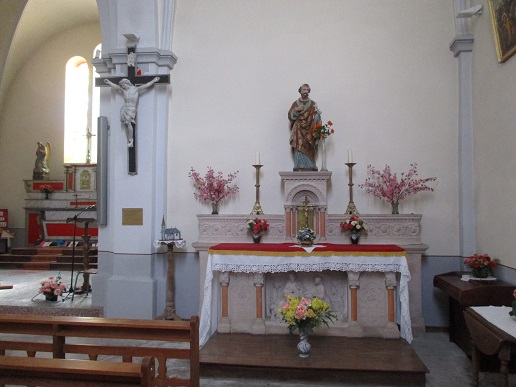
chapelle droite
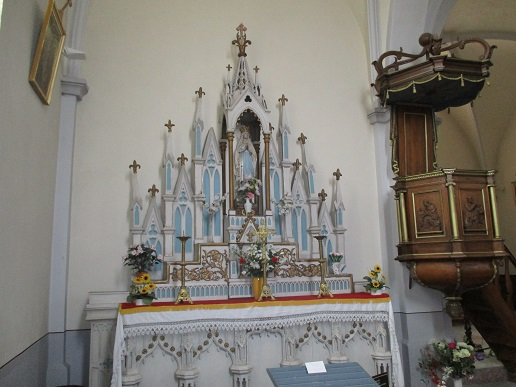
chapelle gauche
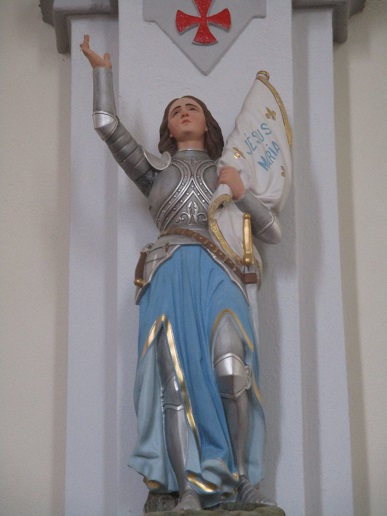
maquette église
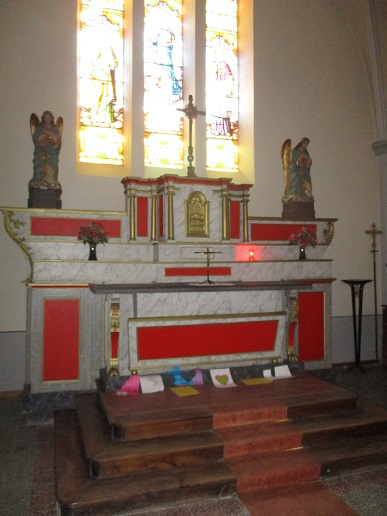
retable
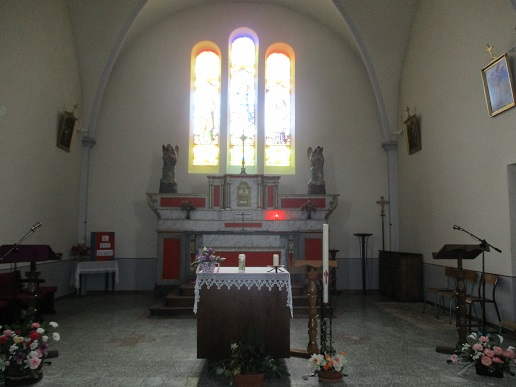
chœur
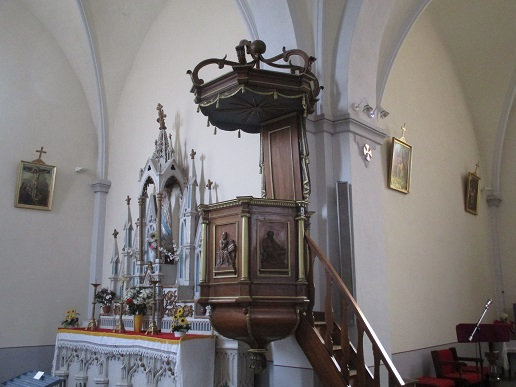
chaire